# Trofeo Matteotti 2011
Il Trofeo Matteotti 2011, sessantacinquesima edizione della corsa e valida come evento dell'UCI Europe Tour 2011 categoria 1.1, si svolse il 31 luglio 2011 su un percorso totale di circa 195 km. Fu vinto dall'italiano Oscar Gatto che terminò la gara in 4h48'29", alla media di 40,55 km/h.
Al traguardo 48 ciclisti portarono a termine il percorso.

## Ordine d'arrivo (Top 10)
| Pos. | Corridore            | Squadra       | Tempo    |
| ---- | -------------------- | ------------- | -------- |
| 1    | Oscar Gatto          | Farnese Vini  | 4h48'29" |
| 2    | Davide Rebellin      | Miche         | s.t.     |
| 3    | Miguel Ángel Rubiano | D'Angelo      | s.t.     |
| 4    | Fabio Taborre        | Acqua & Sap.  | s.t.     |
| 5    | Francesco Ginanni    | Androni Gioc. | s.t.     |
| 6    | Fortunato Baliani    | D'Angelo      | s.t.     |
| 7    | Giuseppe De Maria    | De Rosa       | s.t.     |
| 8    | Federico Canuti      | Colnago       | s.t.     |
| 9    | Edoardo Girardi      | De Rosa       | s.t.     |
| 10   | Giuseppe Muraglia    | D'Angelo      | s.t.     |